# غويليرمي تياغو تيكسيرا
غويليرمي تياغو تيكسيرا هو لاعب كرة قدم برازيلي في مركز الدفاع، ولد في 30 يناير 1992. لعب مع أتلتيكو لينينسي.

## وصلات خارجية
- غويليرمي تياغو تيكسيرا على موقع قاعدة بيانات كرة القدم.إي يو (الإنجليزية)
- غويليرمي تياغو تيكسيرا على موقع Soccerway.com (الإنجليزية)